# Aeolodon
Aeolodon là một chi dạng cá sấu của họ Teleosauridae đã tuyệt chủng, tồn tại từ Jura Muộn, tức là từ Tithon. Mẫu hóa thạch đã được tìm thấy ở Đức.
Mặc dù trước đây đồng nghĩa với Steneosaurus, phân tích cladistic gần đây cho rằng nó có liên quan xa đến các loại Steneosaurus. Kiểu mẫu của Aeolodon priscus đã được tìm thấy tại Daiting, Bavaria, Đức, trong cùng một mỏ đá tạo ra kiểu mẫu Geosaurus giganteus.